# Itzer
Itzer  (in arabo ايتزر‎?) è un centro abitato e comune rurale del Marocco situato nella provincia di Midelt, regione di Drâa-Tafilalet. Conta una popolazione di 10 613 abitanti (censimento 2014).